# Cour fédérale des comptes
La Cour fédérale des comptes (Bundesrechnungshof) est une administration allemande chargée du contrôle des comptes publics. En tant qu’organe indépendant du contrôle des finances, elle n’est soumise qu’à la loi. C’est une administration fédérale suprême, et le statut de la Cour et celui de ses membres ainsi que les fonctions essentielles sont constitutionnellement garantis (art. 114 al. 2 GG). Les détails sont définis par d’autres dispositions législatives (v. loi sur la Cour fédérale des comptes et loi sur le budget fédéral).
À la suite de la loi sur l'unification allemande, le siège principal de la Cour a été transféré le 1er juillet 2000, de Francfort-sur-le-Main à Bonn. 
La Cour entretient une antenne à Potsdam.

## Attributions
La Cour contrôle la gestion financière de la Fédération y compris les patrimoines à affectation spéciale et les entreprises publiques. Chaque année, elle soumet des recettes et des dépenses fédérales d’une valeur totale de plus de 500 milliards d'euros à  un contrôle par sondage. Son mandat s'étend également aux organismes de sécurité sociale et aux entreprises de droit privé dans lesquelles la Fédération détient une participation. La Cour a aussi pour mission de contrôler un grand nombre de différents domaines tels que la défense, le bâtiment routier, les impôts, l’activité de la Fédération en tant qu'actionnaire la Deutsche Bahn AG, la Post AG et la Telekom AG (les anciens chemins de fer, postes et télécommunications fédéraux allemands).
La Cour formule des recommandations à la base de son expérience en matière de contrôle et donne des conseils aux services contrôlés, au Parlement et au gouvernement. Dans les années récentes, l’envergure et l’intensité de l’activité consultative ont continuellement accru. Dans le cadre de son activité consultative, la Cour soumet des propositions visant à améliorer la qualité des services rendus par la fonction publique, à rechercher des économies ou à augmenter les recettes.
La Cour fait part de ses résultats de contrôle sous forme de lettres de contrôle qui sont transmis aux services contrôlés avec la prière d’y répondre. 
La Cour soumet son rapport annuel (Observations) aux deux chambres parlementaires et au gouvernement fédéral. Le rapport expose les résultats importants découlant de ses missions de contrôle. Le rapport annuel sert de base pour la décharge donnée par le Parlement au gouvernement. Le rapport annuel est également présenté au public à l’occasion d’une conférence fédérale de la presse. 
La Cour peut aussi présenter, en tout temps, des rapports spéciaux aux deux chambres parlementaires et au gouvernement fédéral. 
L’activité consultative envers les pouvoirs exécutif et législatif n’est pas limitée à des recommandations incluses soit dans les lettres de contrôle soit dans le rapport annuel, mais s’effectue également sous forme de contributions sur des sujets de grande actualité tels que des projets de lois et de grands équipements ou s’exerce dans le cadre de la préparation annuelle du budget fédéral.

## Procédures de contrôle
La Cour est habilitée à déterminer en toute autonomie le calendrier, le type et l’envergure de ses missions. Elle n’est pas obligée de procéder à des enquêtes qui lui sont demandées par de tierces personnes. Néanmoins, dans le cadre de la sélection de sujets de contrôle, la Cour se sert souvent des propositions provenant par exemple de l’opinion publique. 
Ses missions visent en particulier à contrôler les projets ou programmes qui ont des implications financières et reflètent la gestion financière fédérale dans sa totalité. 
Les critères de contrôle sont la légalité, la régularité et la bonne gestion des fonds. Dans le cadre du contrôle de la gestion, la Cour examine le rapport coûts-bénéfice. Lors du contrôle de la légalité et de la régularité, la Cour s’assure de l’observation des lois et règlements applicables ainsi que du respect des dispositions budgétaires. 
La Cour n’est pas autorisée à examiner les décisions politiques. Elle n'a pas le pouvoir d’imposer ses recommandations mais doit convaincre par ses seuls arguments. 
Dans la plupart des cas, des données sur les effets et le succès découlant de l’activité du contrôle ne sont pas publiées. Le rapport annuel ne contient qu’un choix des cas exemplaires qui sont présentés au Parlement en premier lieu car certains points n’ont pas pu être résolus. 
Les recommandations émises par la Cour sont examinées par la commission budgétaire du Bundestag et par sa sous-commission de contrôle des comptes publics.

## Composition
La Cour emploie environ 600 vérificateurs et d'autres agents. La Cour se compose de 9 départements de contrôle et de 49 secteurs de contrôle. Depuis le 1er janvier 1998, elle s'appuie sur les travaux de contrôle effectués par 9 bureaux régionaux de contrôle à 500 agents qui lui sont subordonnés. Ces bureaux se trouvent à Berlin, Coblence, Cologne, Francfort-sur-le-Main, Hambourg, Hanovre, Magdebourg, Munich et Stuttgart. Les bureaux régionaux de contrôle remplacent les anciens bureaux de contrôle préalable établis au sein des autorités fédérales ayant environ 1 500 effectifs. 
Ses décisions sont prises en formation collégiale. En règle générale, une décision est prise par un collège à deux qui se compose du directeur, chef du département compétent et du conseiller chef du secteur concerné. Dans certains cas, le président ou le vice-président s'y joint (collège de trois). Toutes les décisions des collèges à deux ou à trois doivent être prises à l'unanimité. La grand'chambre qui se compose du président, du vice-président, de neuf directeurs chefs de départements de contrôle et de trois conseillers chefs de secteur de contrôle statue à la majorité sur les affaires de première grandeur ou touchant divers départements telles que le rapport annuel. 